# 후진 (오호 십육국)

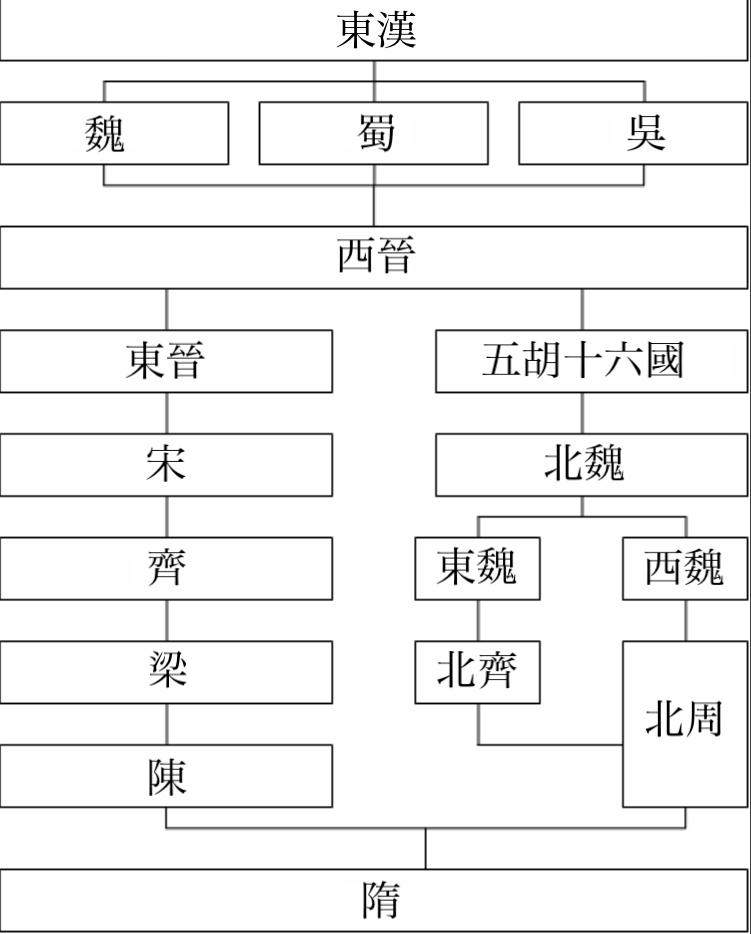
위진 남북조(220~589) 왕조들의 계통도

후진(後秦, 384년 ~ 417년)은 오호십육국시대 강족 요장이 건국한 나라이다. 국호는 진(秦)이지만 같은 이름의 나라(315년 ~ 394년)와 구별하여 이 나라는 후진(後秦)이라 부른다. 건국자의 성을 따서 요진(姚秦)이라는 명칭도 있다.

## 역사
강족은 중국의 서북방에 살던 이민족으로 후한 때부터 중국으로 이주하여 옹주 일대에 거주하였다. 오호 십육국 시대에 들어와 요익중·요양·요장 등이 차례로 수령이 되어 전조·후조·동진·전진 등의 용병으로 중국 각지를 전전하였다. 383년에 전진의 부견이 비수대전에서 패배하자 화북 각지에서 반란이 일어났다. 이 반란을 진압하기 위해 출정하였던 요장은 반란군에 패배하였는데, 부견의 처벌을 두려워하여 위수 북방의 말목장으로 도주하여 384년에 대장군·대선우·만년진왕(萬年秦王)을 자칭하였다. 일반적으로 이때부터 후진이 건국된 것으로 본다.
요장은 관중의 북부 일대를 장악하고 전진의 부견과 전쟁을 벌였다. 385년에 서연에 의해 장안이 함락되자 요장은 장안을 탈출한 부견을 체포하여 살해하였다. 386년에 서연이 장안을 버리고 이동하자 요장은 장안을 점령하였으며 이를 근거지로 하여 황제에 즉위하였다. 이때 진주에서 부등이 전진의 잔존 세력들을 통합하였으며 이후 부등과 요장은 관중의 패권을 놓고 오랫동안 전쟁을 벌였다.
393년 말, 요장이 병사하자 태자였던 요흥이 뒤를 이었다. 요흥은 요장의 죽음을 틈타 쳐들어온 부등을 격파하고 그를 살해하여 오랜 전쟁을 종식시켰다. 이후 숙부인 요서(姚緖)와 요석덕(姚碩德)의 보좌를 받아 관중을 평정하고 세력을 확대하였다. 399년에는 동진을 공격하여 낙양을 점령하고 한수와 회수 이북의 지역들을 장악하였으며 400년에는 서진을 멸망시켰다. 401년에는 후량을 공격하여 복속시키고 남량·북량·서량을 속국으로 삼았다. 그러나 그 직후 북위와 분쟁이 일어나 402년에는 시벽(柴壁, 지금의 산서성 임분시 양분현 서남쪽 분하 동쪽 기슭의 시장(柴庄)에 있었다)에서 크게 패배하였고 양주의 패권을 잃었다. 이후 북위와 중립적인 관계를 회복한 후진은 403년에 다시 양주를 공격하여 후량을 멸망시키고 남량·북량·서량을 다시 속국으로 삼았다. 405년에는 후구지를 복속시켰으며 407년에는 남연을 속국으로 삼았다.
그러나 405년 말 동진의 실권을 장악한 유유가 한수 유역의 12개 군을 반환하도록 요청하자 요흥은 유유와의 대결을 피하기 위해 이것을 승낙하였다. 이듬해에는 남량의 확장에 밀려 양주를 상실하였으며 407년에는 혁련발발의 하나라가 자립하여 후진은 오랜 전쟁에 돌입하였다. 후진은 하나라와의 오랜 전쟁으로 국력이 쇠퇴하였으며 이로 인해 409년에는 서진이 독립하였으며 동진과도 지속적으로 대립하여 많은 국력을 소모하였다.
414년 이후에는 후계자 분쟁으로 혼란에 빠져 후진의 국력은 더욱 약화되었다. 마침내 416년에는 반란이 일어났으며 요흥은 이 반란을 진압한 직후 사망하였다. 요홍이 뒤를 이어 즉위하였으나 국내의 혼란은 계속되었으며, 이를 틈타 동진의 유유가 북벌군을 일으켜 쳐들어왔다. 요홍은 북벌군의 침입을 효과적으로 막았으나 내분으로 인해 실패하였으며, 417년에는 장안이 함락되어 멸망하였다.

## 후진의 문물
현존하는 후진의 문물은 초당사(草堂寺), 기공사장별(記功賜將莂;386년）、여헌묘표(呂憲墓表;402년）、여지묘표(呂他墓表;402년）、부씨여정정조상(苻氏女靜貞造像;407년）등이 있고, 이 시기 기년문서(紀年文書)로 투르판 문서 1점이 존재한다. 천수의 맥적산 석굴에는 후진시대의 것으로 보이는 석불이 남아있다. 또한 현존하지 않는 문물로써 건초자웅도(建初雌雄刀;386년）가 알려져 있다.

## 같이 보기
- 중국의 이민족
- 오호
- 중국의 불교
- 혁련발발

| 대수  | 묘호             | 시호                                     | 휘             | 연호                                              | 재위기간      | 능호       |
| ----- | ---------------- | ---------------------------------------- | -------------- | ------------------------------------------------- | ------------- | ---------- |
| -     | 진 시조 (秦始祖) | 경원황제 (景元皇帝) (무소제 추증)        | 요익중(姚弋仲) | -                                                 | -             | 고릉(高陵) |
| -     | -                | 위무왕 (魏武王) (무소제 추증)            | 요양(姚襄)     | -                                                 | -             | -          |
| 제1대 | 진 태조 (秦太祖) | 무소황제 (武昭皇帝)                      | 요장(姚萇)     | 백작(白雀) 384년 ~ 386년 건초(建初) 386년 ~ 394년 | 384년 ~ 393년 | 원릉(原陵) |
| 제2대 | 진 고조 (秦高祖) | 문환황제 (文桓皇帝) (간문황제(簡文皇帝)) | 요흥(姚興)     | 황초(皇初) 394년 ~ 399년 홍시(弘始) 399년 ~ 416년 | 394년 ~ 416년 | 우릉(偶陵) |
| 제3대 | -                | 말황제 (末皇帝)                          | 요홍(姚泓)     | 영화(永和) 416년 ~ 417년                          | 416년 ~ 417년 | -          |